# Jean Fusoris

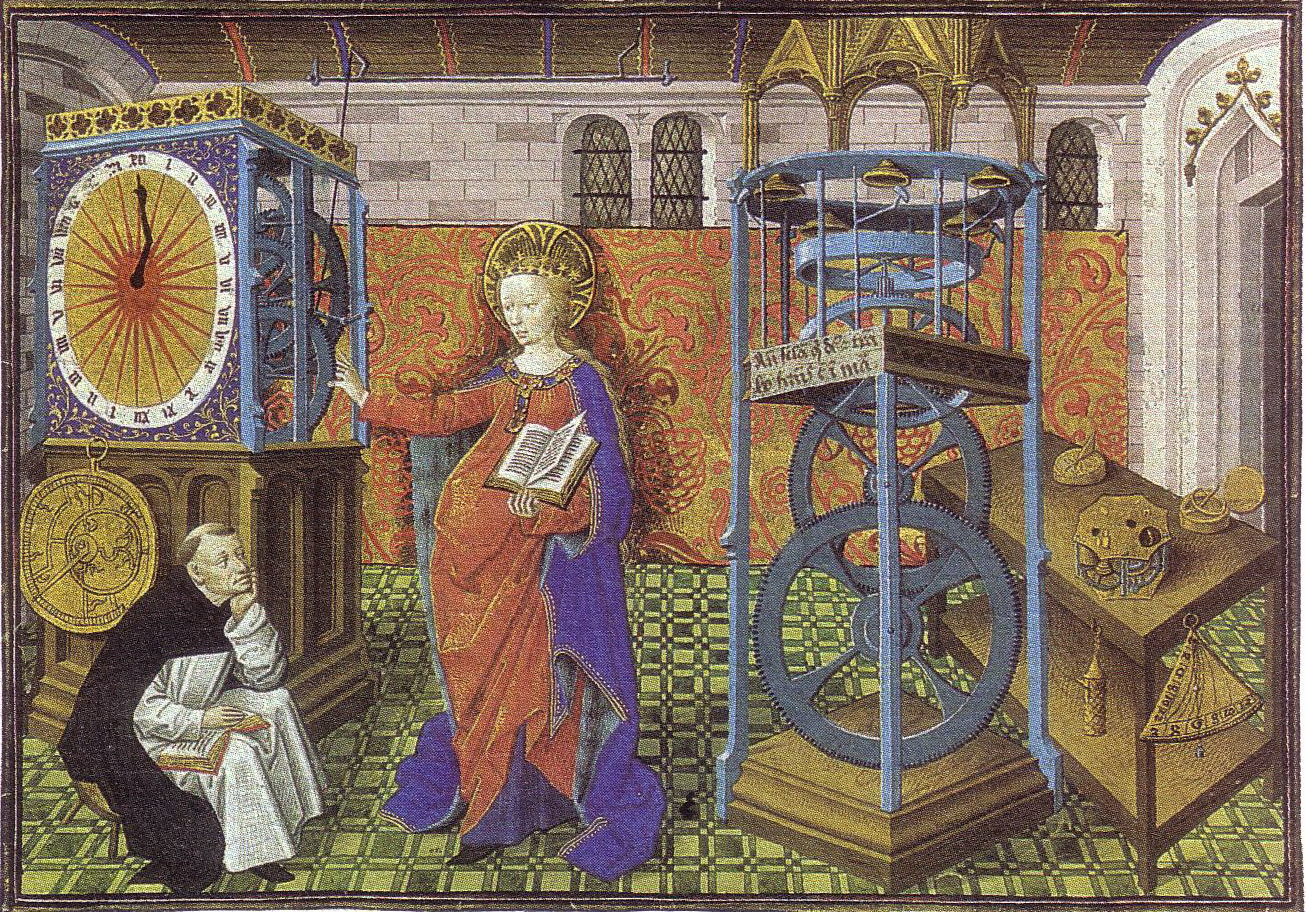
El dominio de Fusoris.

Jean Fusoris (Giraumont, Meurthe y Mosela, c.1365-1436), fue un clérigo y científico francés, conocido como constructor de instrumentos astronómicos.
Hizo y perfeccionó astrolabios, esferas, relojes, ecuadores y diferentes tipos de relojes de sol. Se le debe en particular el reloj astronómico de la catedral de Bourges.
Matemático consumado, mejoró las tablas trigonométricas de la época y probablemente fue el primer occidental en aplicar la trigonometría esférica al diseño de sus relojes de sol.

## Biografía
La ajetreada vida de Fusoris nos es conocida gracias a los archivos de una demanda en su contra por espionaje.
Nacido en Lorena en Giraumont (Meurthe y Mosela), diócesis de Reims, durante la Guerra de los Cien Años, Jehan o Jean Le Fondeur era hijo de un alfarero de peltre. De joven aprende de su padre para fundir y moldear peltre.
Estudió en París donde tomó el nombre latinizado de Fusoris (de fusor: fundador). «Un hombre excelente en la ciencia de la geometría y un gran astrólogo»,obtuvo el título de maestro de las artes en la década de 1390. «Desde entonces se ocupó de la astrología y de la fabricación de instrumentos siderales».
Cuando murió su madre, alrededor de los veinticinco años, regresó al campo, donde su padre esperaba verlo continuar con el negocio familiar; pero prefirió volver a París donde retomó los estudios de medicina. Obtuvo su licencia en 1396 y su maestría en 1398.
Al mismo tiempo, continuó con su actividad mecánica. Sus instrumentos, distribuidos a altas personalidades, lo hicieron famoso y forjó una importante red de relaciones. Siendo su negocio floreciente, asociado con un hombre llamado Jean de Chalon (muerto en 1414), contrató los servicios de Jean du Berle, un especialista en la fabricación de relojes desde antes de 1400. Además, mantuvo y formó compañeros en su casa, a los que llama sus escolares.
En otra zona, «Se había convertido en canónigo de Reims en 1404 (tenía una licenciatura en teología y fue ordenado en 1411), canónigo de París en 1411, preboste de Larchant en Sena y Marne en 1414, párroco de Jouarre, canónigo de Nancy».
Sus múltiples actividades, tanto religiosas como profesionales, le llevan a dividir su tiempo entre París (visitada por los ingleses en esos años), la región y el extranjero.
En julio de 1414 ejerció como médico de Richard de Courteny, obispo de Norwich y alto consejero de la corte del rey de Inglaterra, permaneciendo en París. Fusoris le vendió un ecuador por 400 coronas. A medio pagar, Fusoris persiguió al obispo hasta Inglaterra, donde regresó. Tras interminables trámites en la corte del rey Enrique V (a quien vendió un astrolabio y una esfera), logró que le pagasen el saldo y regresó a Francia.
Fue allí donde fue arrestado, sospechoso de inteligencia con el enemigo inglés, poco antes de la batalla de Azincourt. Su juicio tuvo lugar en 1416 y fue condenado, en beneficio de la duda, al exilio en su país, en Mézières-sur-Meuse. No volvería a gozar del favor hasta 1423, cuando diseñó el reloj astronómico de la catedral de Bourges, residencia temporal del rey Carlos VII.
Unos años más tarde, en 1432, los canónigos de Metz le encargaron un tratado sobre cosmografía, y Carlos VII, el establecer nuevas tablas astronómicas. En dicho tratado, Fusoris describió una "ronde boule" (bola redonda) que había construido para mostrar los contornos de los continentes e ilustrar los conceptos de meridianos y paralelos así como la variación de la hora con la longitud. De tratarse de un globo terráqueo sería el más antiguo del que nos han llegado noticias.
Sin embargo, no pudo llevar a cabo este último proyecto, acaeciendo la muerte en circunstancias que se desconocen en 1436.

## Obra
| N.º | instrumento(s) | Número | Destinatarios               | Fecha  | Precio en coronas | ~ € 2013 |
| --- | -------------- | ------ | --------------------------- | ------ | ----------------- | -------- |
| 1   | Astrolabio     | 1      | Rey de Aragón Juan I        | 1395   |                   |          |
| 2   | Astrolabio     | 1      | Papa Juan XXIII             | 1410   |                   |          |
| 3   | Astrolabio     | 1      | Rey Enrique V de Inglaterra | 1415   | 70                | 15,000   |
| 4   | Astrolabio     | 4      | Anónimo                     | 1415   | 27                | 06,000   |
| 5   | Esfera         | 1      | Papa Juan XXIII             | 1410   |                   |          |
| 6   | Esfera         | 1      | Rey Enrique V de Inglaterra | 1415   |                   |          |
| 7   | Reloj          | 2      | Duque de orleans            | 1397   | 120               | 27,000   |
| 8   | Reloj          | 1      | Capítulo de Bourges         | 1424   | 75                | 16,000   |
| 9   | Reloj          | 1      | Duque de Borgoña            | c.1427 |                   |          |
| 10  | Ecuador        | 7      | Obispo de Norwich           | 1414   | 400               | 90.000   |
| 11  | Relojes        |        | Anónimo                     | 1390   |                   |          |

| Textos                                           | Destinatarios y/o comentarios                         |
| ------------------------------------------------ | ----------------------------------------------------- |
| Tratado y uso del astrolabio                     | Piedra de Navarra, ca. 1410                           |
| Práctica de astrolabio                           | Obispo de Norwich, rey Enrique V de Inglaterra        |
| folleto de astrología                            |                                                       |
| Composición de revoluciones de la esfera sólida  | Rey de Inglaterra                                     |
| Tablas trigonométricas                           | Rey Carlos VII                                        |
| Tratado de cosmografía                           | Cánones de Metz ; BnF, Sra. Padre 9558, 1432.         |
| geometría práctica, álgebra                      | BnF, ms lat. 7287 = franco. 1339; atribuido a Fusoris |
| Textos y dibujos sobre los "cuadrantes"          | BnF, ms lat. 15104; copia de un documento autógrafo   |
| Textos y dibujos sobre instrumentos astronómicos | BnF, ms lat. 7295; según Fusoris                      |

## Contribuciones científicas y técnicas
Formado en astronomía y geografía por Ptolomeo y también en las ciencias árabes transmitidas por traductores como Juan de Sevilla, Fusoris aplicó sus nuevos conocimientos a su arte. También aportó toda su experiencia y saber hacer en la mejora de sus instrumentos y en ciertas innovaciones.

### Astrolabios

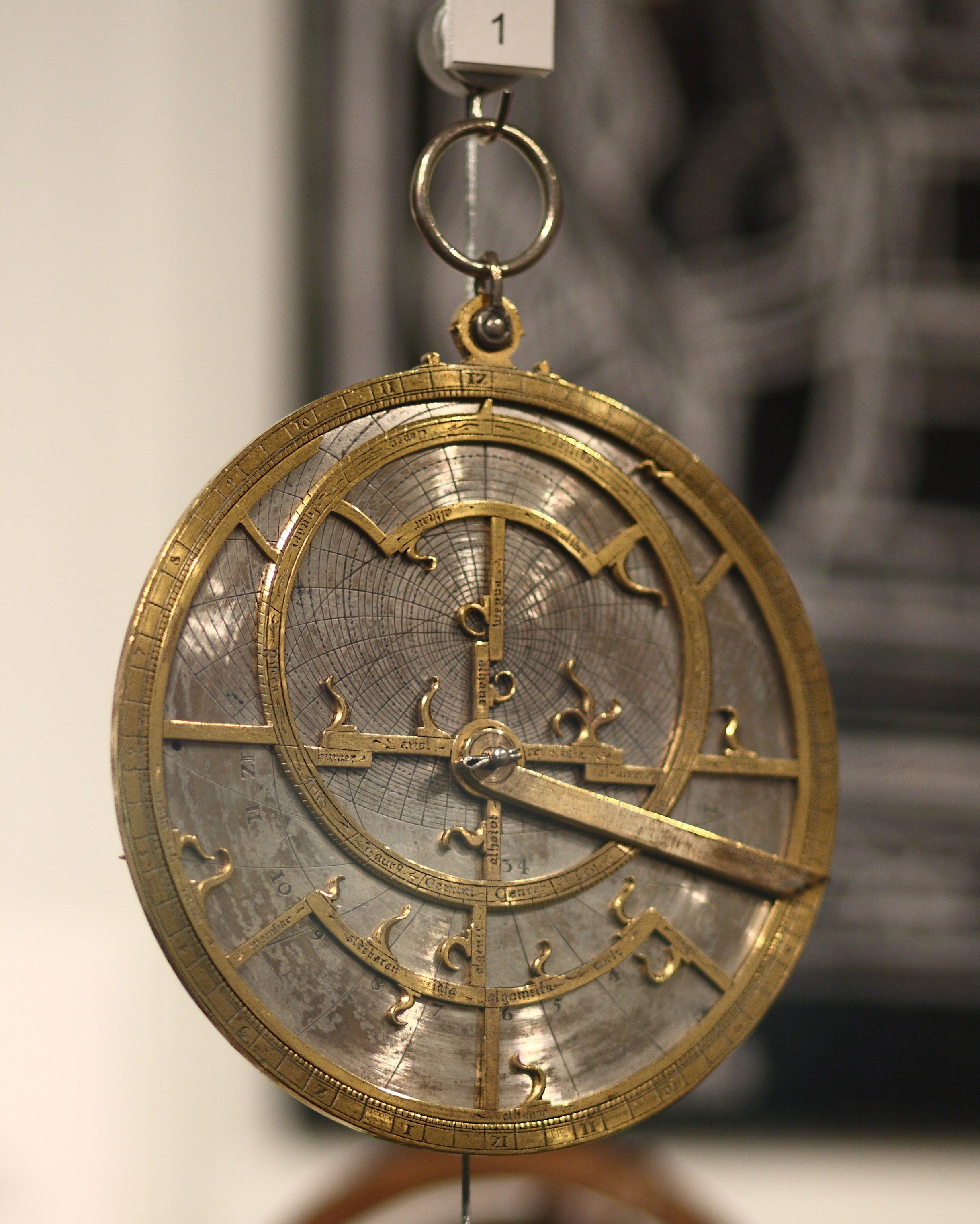
Un astrolabio planisférico del taller de Jean Fusoris.

Sirve como referencia el Tratado sobre el astrolabio dedicado a Pedro de Navarra. Es obra de un comerciante que además es un buen divulgador. También hay que señalar que este texto es cronológicamente el segundo tratado escrito en francés que ha sobrevivido, tras el de Pélerin de Prusia de 1362.
Particularidades introducidas, especificadas en el tratado:
- Alidada: mejora del sistema de puntería de las pínnulas; además de los agujeros, añade un pequeño alfiler en la línea de visión para apuntar mejor la estrella cuya altura se quiere determinar.
- Ostensor (regente): es un nuevo accesorio, en este momento, en los astrolabios occidentales; Fusoris es quizás el primero en emplearlo.
- Limbo: Las horas iguales están grabadas allí; esta es otra novedad ciertamente ligada a los relojes que necesitan ser puestos a tiempo.
- Tímpano: Fusoris añadió a los tradicionales tímpanos,[13] un tímpano de los horizontes[14] que «facilita la solución de problemas geográficos».
- Araña: Se encuentra, en el tratado, una tabla original de estrellas para colocar sobre la araña. Esta tabla se encuentra en un manuscrito conservado en Salamanca. Se refiere a Fusoris y data de 1428.
- Además, en la parte «uso del astrolabio», Fusoris indica que encuentra 30 leguas francesas por grado para un arco de meridiano, o 10 800 leguas para la circunferencia; lo que le da para una legua del tiempo de 3248 m  una circunferencia de 35 078 km. Deduce un radio terrestre de 1 718 y ochenta segundos [4/22] o 1.718,18 leguas (en realidad 1.718,873).

Finalmente, Emmanuel Poulle hizo un inventario de los astrolabios atribuidos al taller de Fusoris. En 1963, planteó unos quince. En los años 2008, precisó en sus conferencias que había enumerado más de veinte.

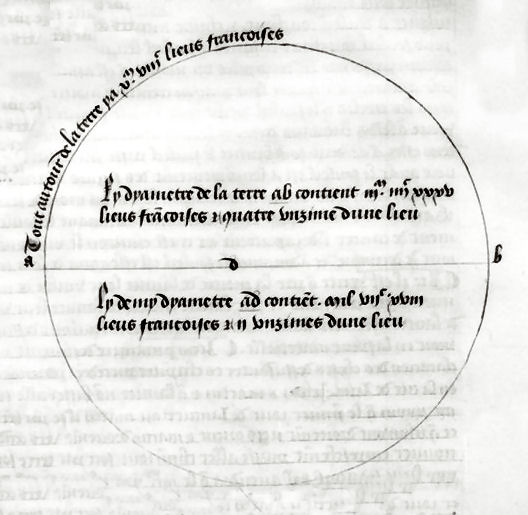
Dimensiones de la Tierra, dibujada por Fusoris, 1431
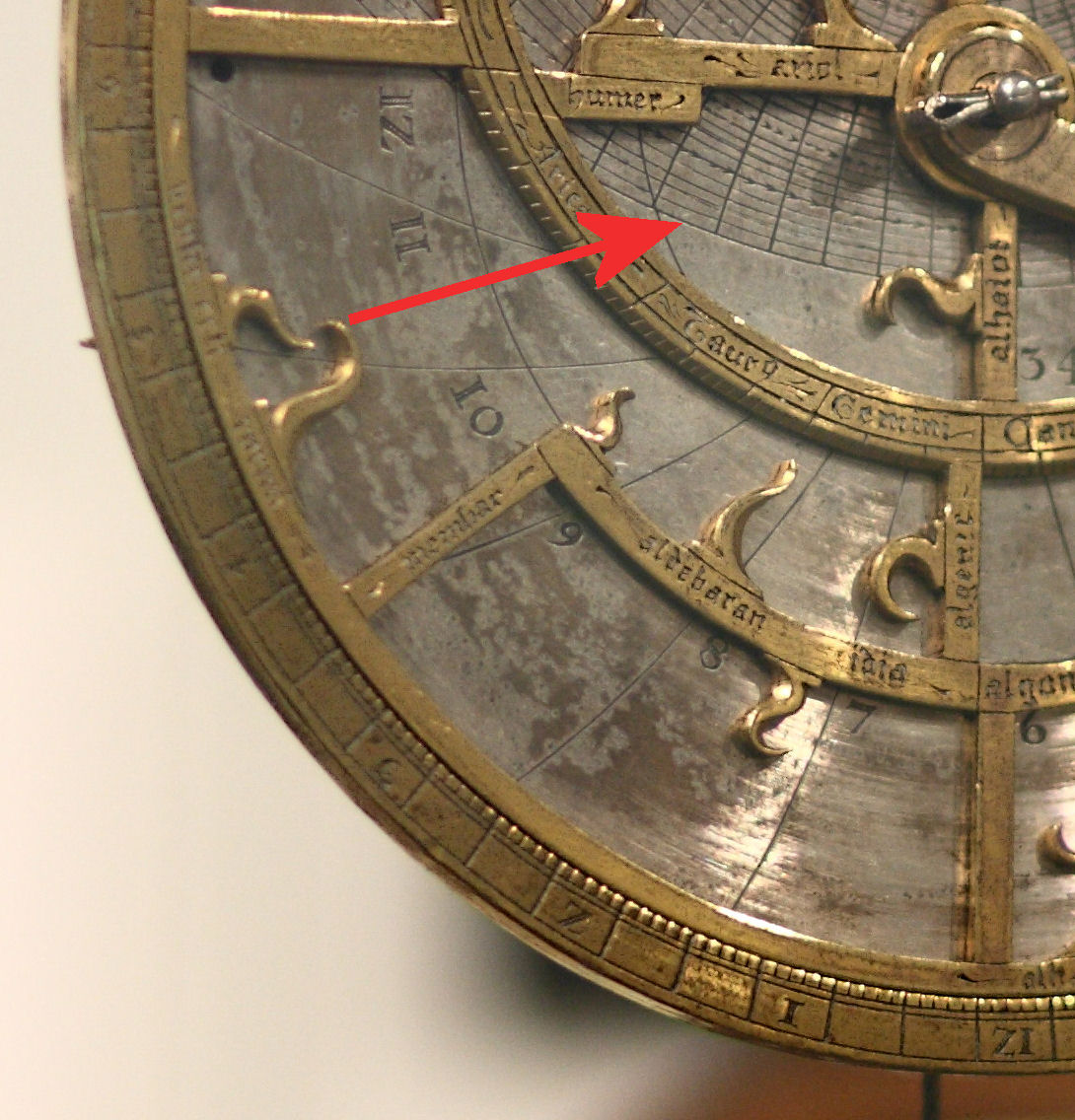
Posición errónea de la estrella Cornu arietis

### Esferas
El spera materialis ofrecido al Papa Juan XXIII en 1410 sería una esfera armilar, pero no sabemos más al respecto.
En el tratado de cosmografía, destinado a los canónigos de Metz, fechado en 1432: «Se refiere a un "bola redonda" que hizo […] a la que se refiere por sus manifestaciones. Jean Fusoris utilizó este objeto, cuya función era ilustrar concretamente la división de los siete klimata [climas], [y] demostrar los efectos en el tiempo de la diferencia de longitud».
Es muy probable que sobre la bola redonda se dibujaran los límites de la ecúmene, círculos de latitudes y longitudes, y que se inscribieran nombres de lugares

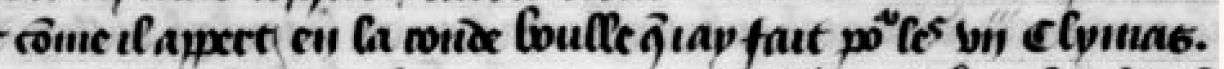
«Comme il appert en la ronde boulle que j'ay fait pour les vii clymas» («Como aparece en la bola redonda que hice para los vii climas»).

Esta podría ser la primera aparición de un globo terráqueo -en el mundo occidental- sesenta años antes del globo de Martin Behaim, fechado en 1492.

### Relojes

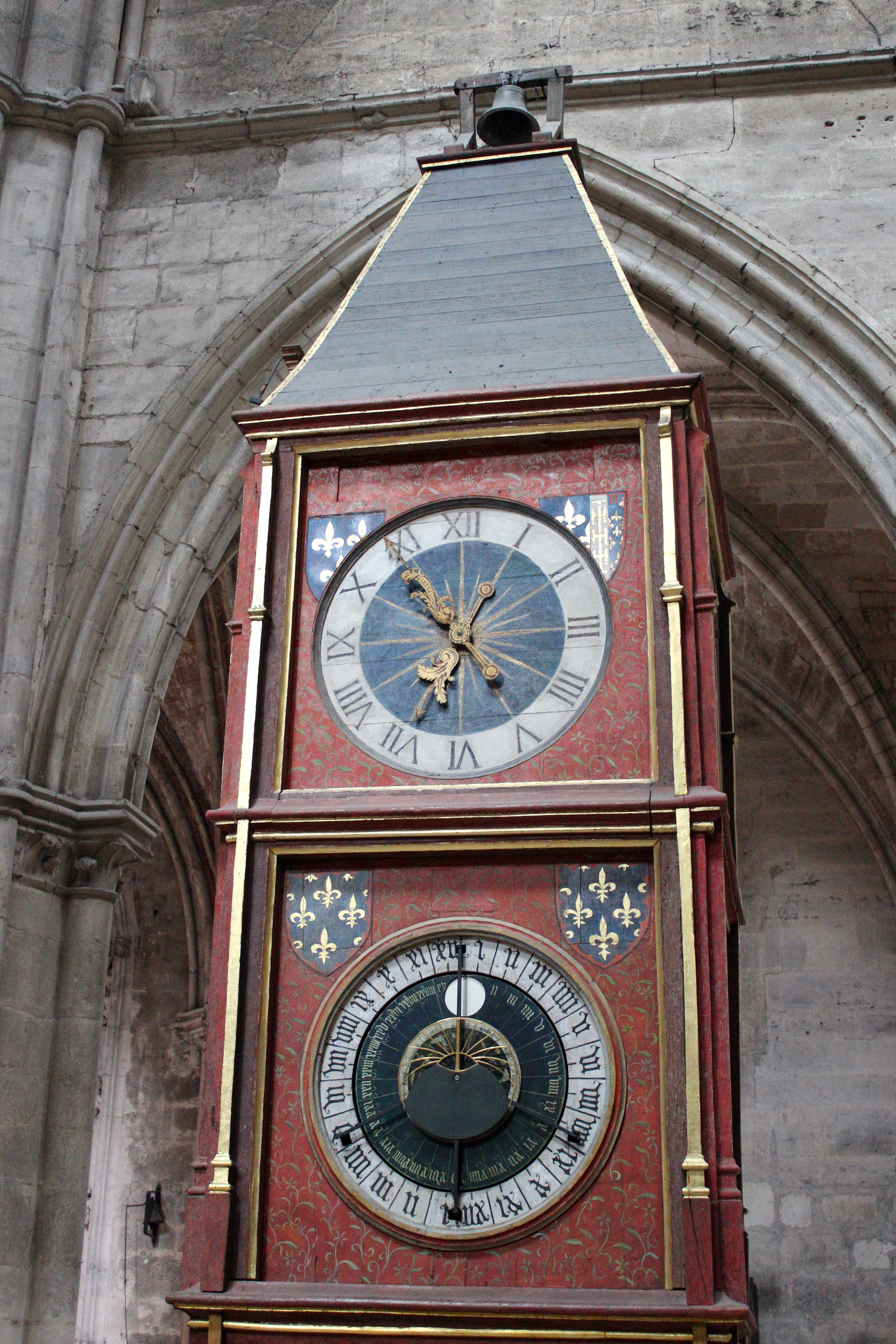
El reloj astronómico de la Catedral de Saint-Étienne en Bourges.

Solo se documentan dos relojes astronómicos. El primero es un reloj supuestamente realizado por Fusoris para el duque de Borgoña; el segundo se refiere al reloj monumental de Bourges. Aquí, Fusoris aplica todo su talento como diseñador mecánico.
1. El reloj del Duque de Borgoña: De dimensiones modestas, no puede tener una gran cantidad de engranajes y grandes ruedas dentadas, lo que afecta la precisión de los diversos movimientos. El mecanismo astronómico, que se describe, da el movimiento mensual de la luna y el movimiento anual del sol. El mes lunar se obtiene con un error teórico de 1 min 33 s más y el año solar es exacto con 1 h 15 min 10 s menos. A título informativo, el reloj tiene un mecanismo sonoro, sin rueda contadora, por lo que sólo hay una campanada cada hora.
2. Reloj de Burgos: Solo se destacará la exactitud de los movimientos de la luna y el sol para compararlos con el reloj del duque de Borgoña. De tamaño grande, sus engranajes son más numerosos y las ruedas dentadas pueden ser más grandes, lo que permite a Fusoris alcanzar la perfección en sus cálculos de relación de piñón. De hecho, el mes lunar (en ese momento) es exacto, es decir, una duración de 29 d 12 h 44 min 3,2 s (hoy, la duración del mes lunar es 0,37 s menos). Por otro lado, el año solar  también lo es, es decir, una duración de 365 d 5 h 48 min 46 s (hoy, la duración del año solar es inferior a 0,5 seg). Es interesante notar aquí que el reloj rehabilitado tiene un piñón idéntico al de origen, y que en consecuencia es menos exacto, hoy, que el reloj original.[20]

Además de estos dos relojes astronómicos, hay en el manuscrito que describe los dos relojes antes mencionados un diseño preliminar de un reloj de bolas. Se atribuye a Jean Fusoris, pero nada indica que este proyecto se llevase a cabo. Un reloj de bolas es un reloj suspendido por un hilo y constituye su propio peso motriz. Este tipo de reloj, cuyo principio se destaca aquí, solo se empieza a fabricar a partir del siglo XVI y los pocos ejemplares que nos han llegado datan principalmente del siglo XVII.

### Ecuadores

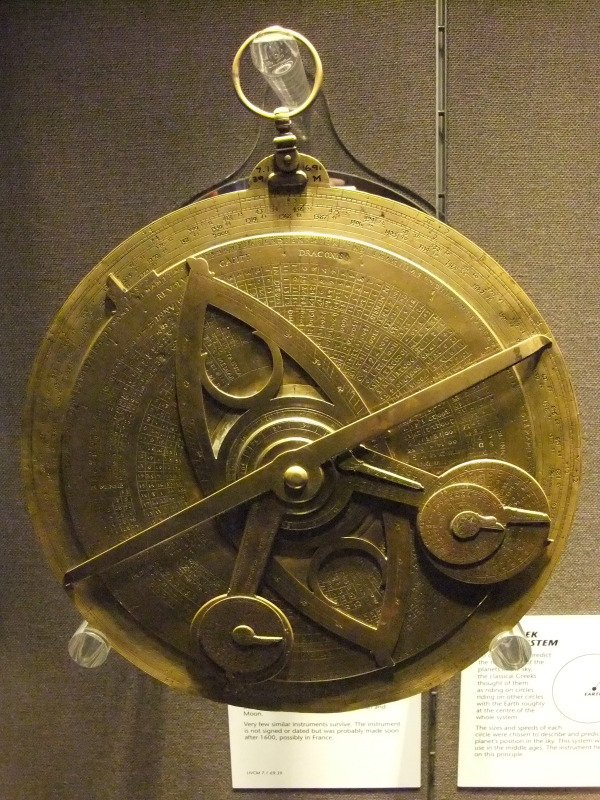
Ecuador, ca. 1600, Museo Mundial de Liverpool.

Los ecuadores, permiten, en la representación ptolemaica del universo, determinar la verdadera ubicación de los planetas para una fecha determinada. Son instrumentos planos que combinan movimientos de excéntricas y epiciclos para ubicar el sol, la luna y los planetas en la eclíptica. En número de siete, como los planetas, pueden ser de papel, o mejor, de latón. El instrumento de Fusoris reúne estos «siete instrumentos de laton (sic)» descritos en el manuscrito lat. 7295.
Un trabajo considerable, hecho de cálculos difíciles, le permite liberarse de las tablas astronómicas para utilizar el instrumento. Cosa que no fue el caso de sus antecesores que construyeron el primer ecuador: «El instrumento de Fusoris es más complicado de hacer, más engorroso aun cuando en total tiene siete discos en lugar de los tres o cuatro de los otros autores, pero es más sencillo de hacer [sin duda hace falta leer: más fácil de usar]». Citaremos como prueba «la importancia del trabajo preparatorio y de los cálculos que tuvo que realizar» las palabras de Fusoris durante su juicio. Preguntado por el precio de las cuatrocientas coronas que se le pidió al obispo de Norwich, confesó que podría haber pedido sólo trescientas, pero agregó que incluso por quinientas coronas se habría negado a empezar de nuevo.
Según E. Poulle: «Frente a los autores medievales, por un lado, que, en la tradición de Azarquiel, se contentan con ofrecer al astrónomo el concurso de las construcciones geométricas, el esfuerzo, por otro lado, de quienes, a finales del XV y en el siglo XVI, querían simplificar la práctica del instrumento de los planetas, la posición de Fusoris […] aparece verdaderamente excepcional».

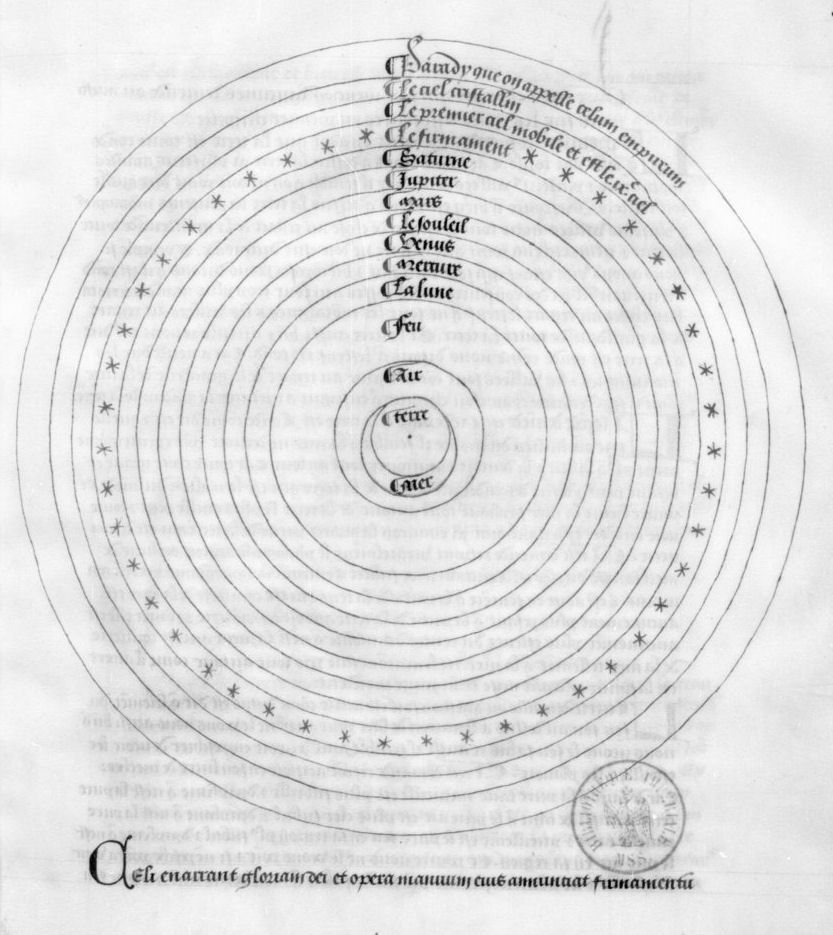
Universo Ptolemaico, Fusoris, 1431
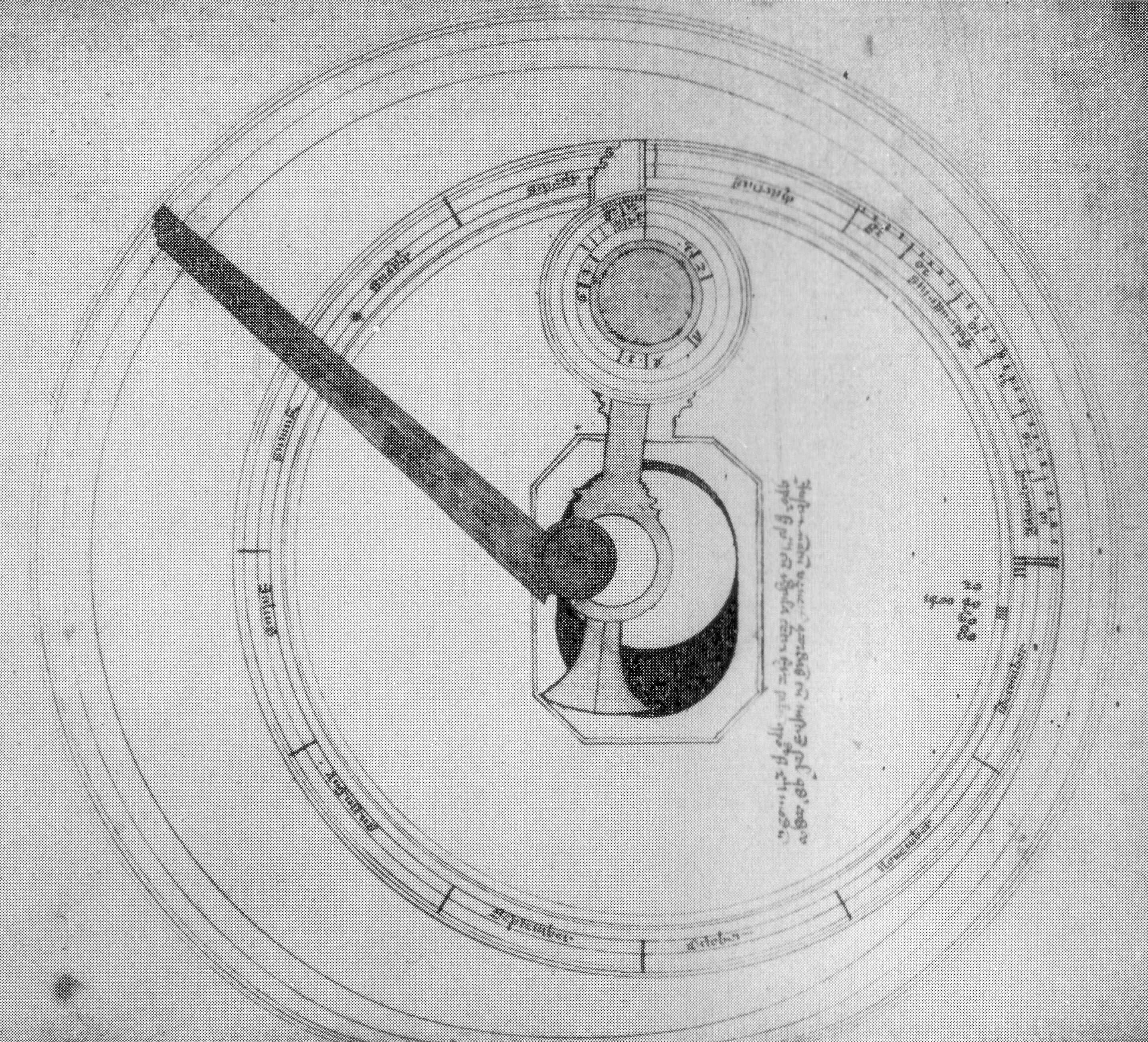
Instrumento de Venus y del Sol, después de Fusoris
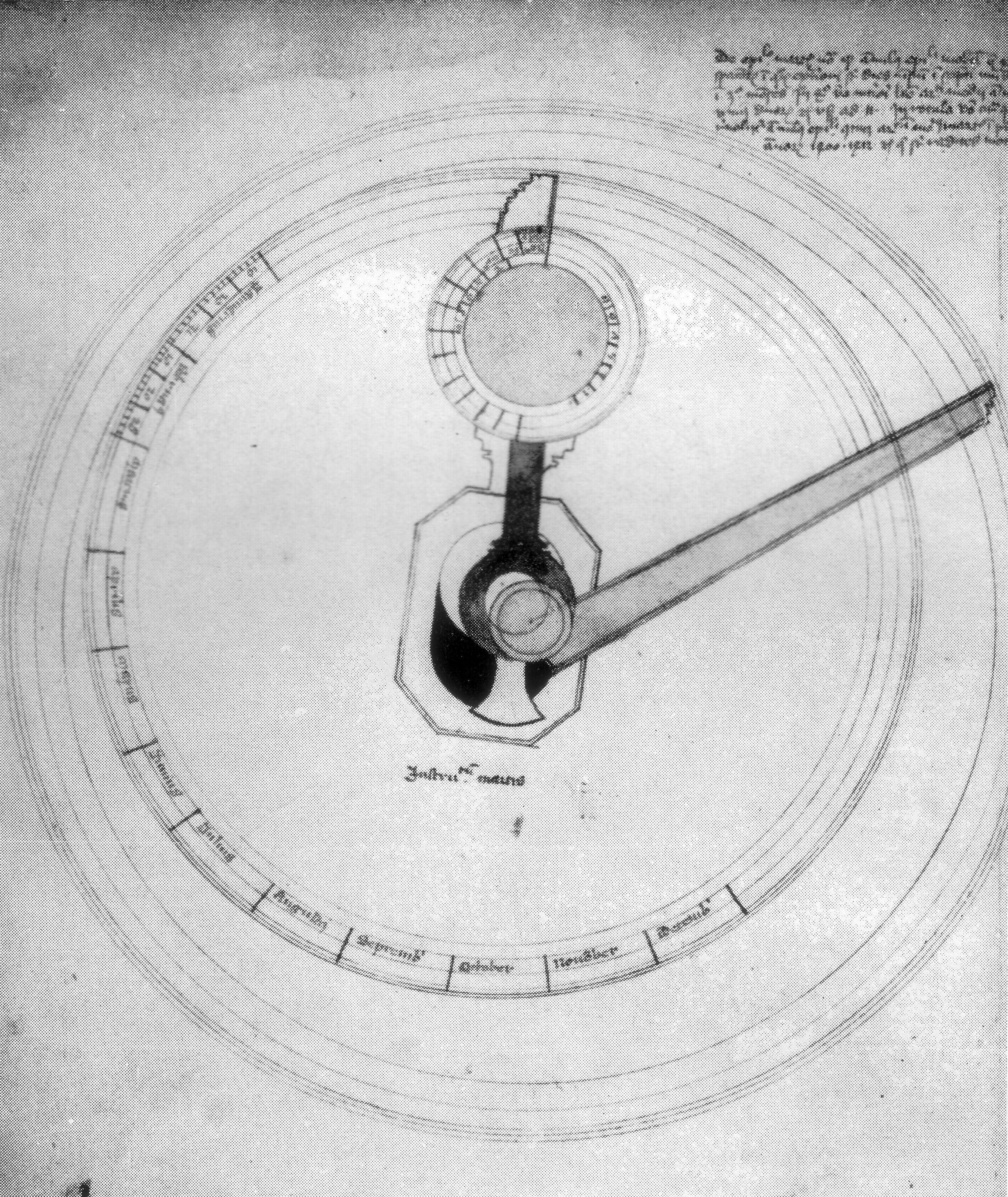
Instrumento de Marte, después de Fusoris

### Otros relojes y esferas
El manuscrito BnF lat. 15104 es la principal fuente de información. Una copia directa de un documento autógrafo de Fusoris, hay notas que tratan sobre:
- la construcción y el uso de los diversos relojes,
- sugerencias de mejora,
- cálculos, medidas y tablas para optimizar sus instrumentos.

Cabe destacar aquí que los diales de Fusoris son todos «a la misma hora», esferas de un nuevo tipo, que acompañan a los relojes para su ajuste al Sol.

#### Relojes de pastor

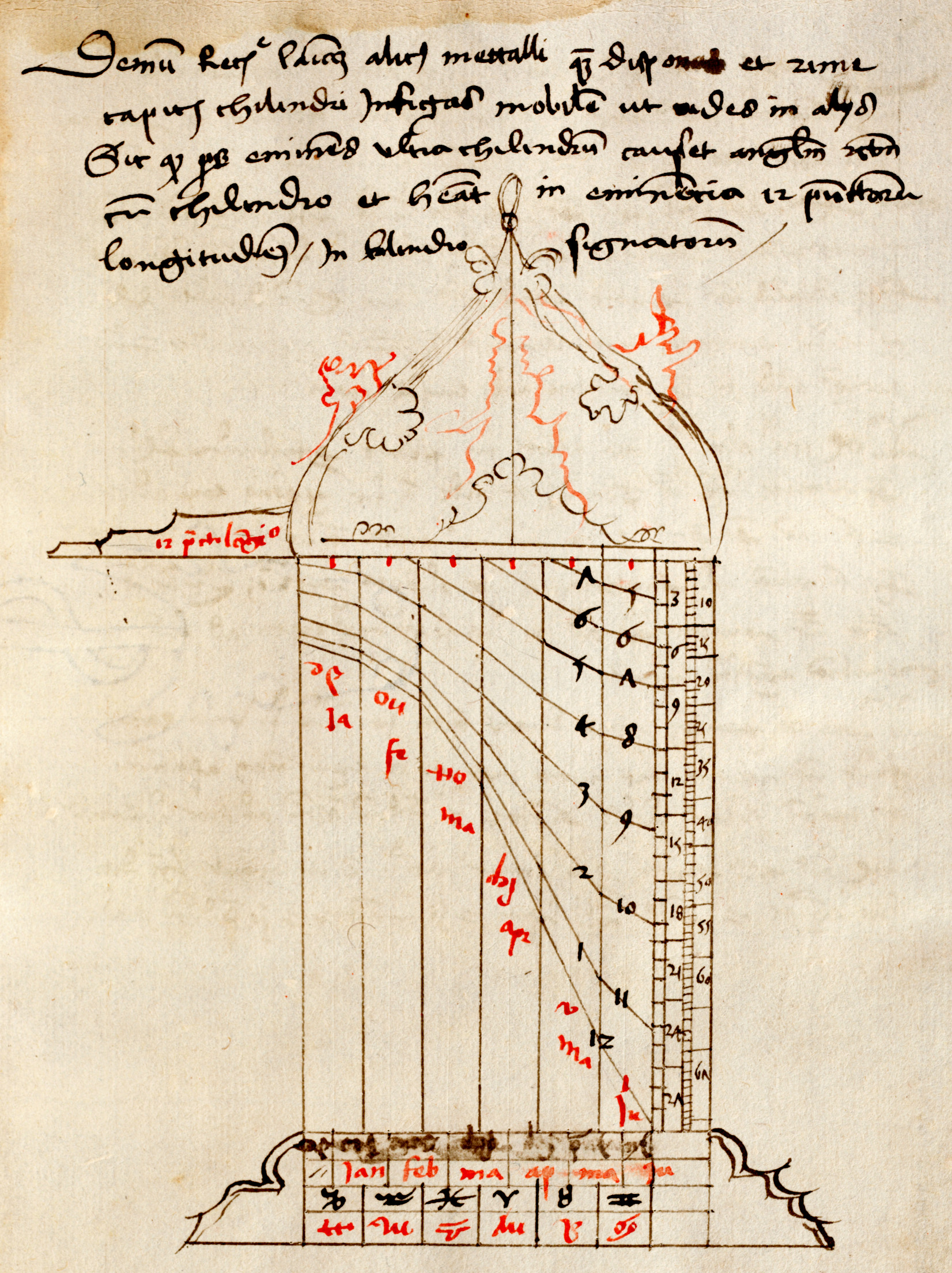
Reloj de pastor, manuscrito anónimo, ca. 1500, Universidad de Lund.

El cilindro o reloj del viajero (horologium viatorum), nombre de la era del reloj del pastor, apareció en Occidente en el siglo XI.
Fusoris ofrece algunas mejoras:
- Equilibrio el peso del gnomon colocando dos estilos en oposición, o colocando un contrapeso en el interior, para mantener la verticalidad durante el uso.
- Colocación de la marca de los meses que se encuentra en la parte inferior del cilindro en la parte superior, para mayor precisión.
- Indicación de su longitud en el gnomon, que es un dato importante para las medidas, y que los fabricantes anteriores no quisieron definir.

Estas modestas mejoras van seguidas de una tabla de alturas del sol que él mismo registró (con un gran astrolabio y cuadrante). Estas alturas son necesarias para el trazado de puntos de las líneas horarias. Los cálculos permiten precisar que estas lecturas se realizaron en la latitud de París. La dispersión en las diferentes alturas es del orden de 0,5°, precisión suficiente para la disposición de este tipo de esfera.

#### Cuadrante
A Fusoris sólo le interesa el cuadrante antiguo, a horas iguales, que quiere poder graficar mediante tablas.
Da cuatro tablas de las alturas del sol, sin mayores detalles sobre cómo obtenerlas. Se ha analizado la tabla más completa. Los valores se ajustan a los valores teóricos a ± 10 minutos de un grado. Estas tablas permiten el dibujo geométrico del cuadrante. Aquí Fusoris adapta un antiguo tipo de cuadrante con horas desiguales (1) a la nueva «moda» de horas iguales (2). Más tarde, a principios del siglo XVI, este cuadrante será simplificado y más fácil de manejar (3).

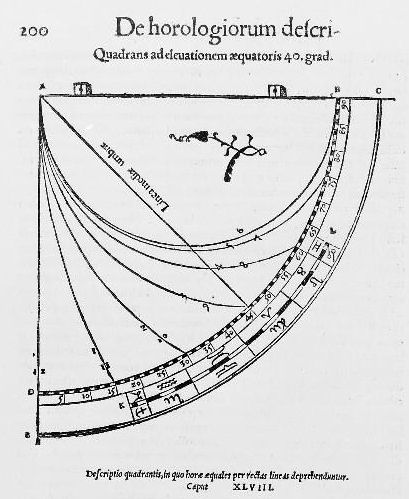
1.- Cuadrante antiguo con las horas desiguales (con cursor).
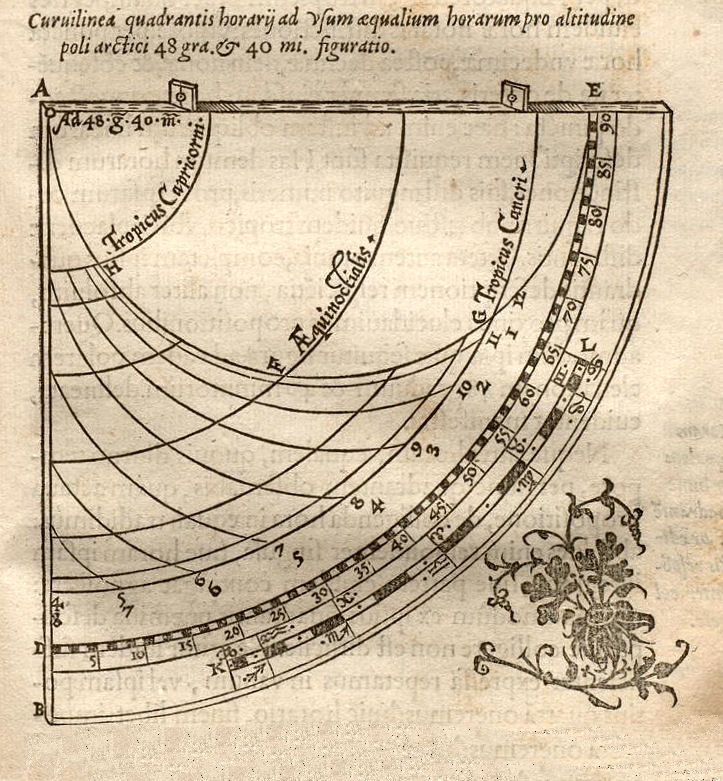
2.- Cuadrante antiguo con las horas iguales (cursor inútil).
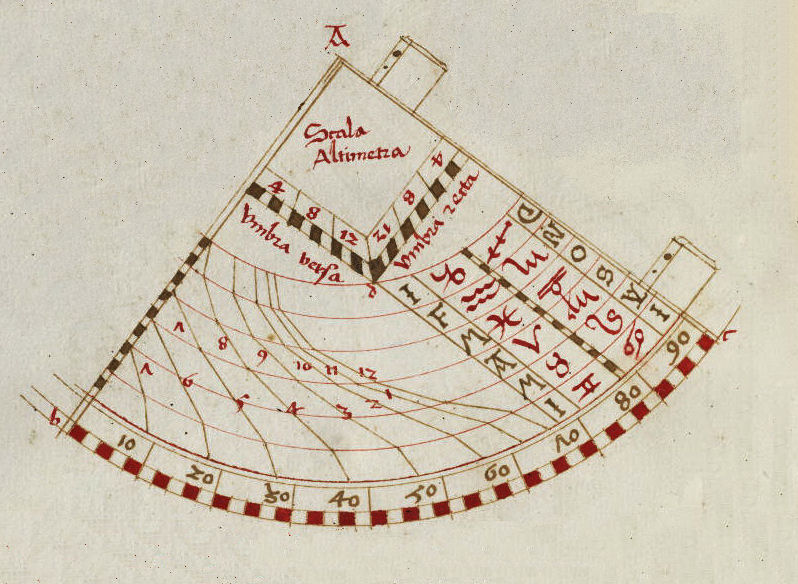
3.- Cuadrante con las horas iguales y cursor ausente.

#### Reloj de estilo polar

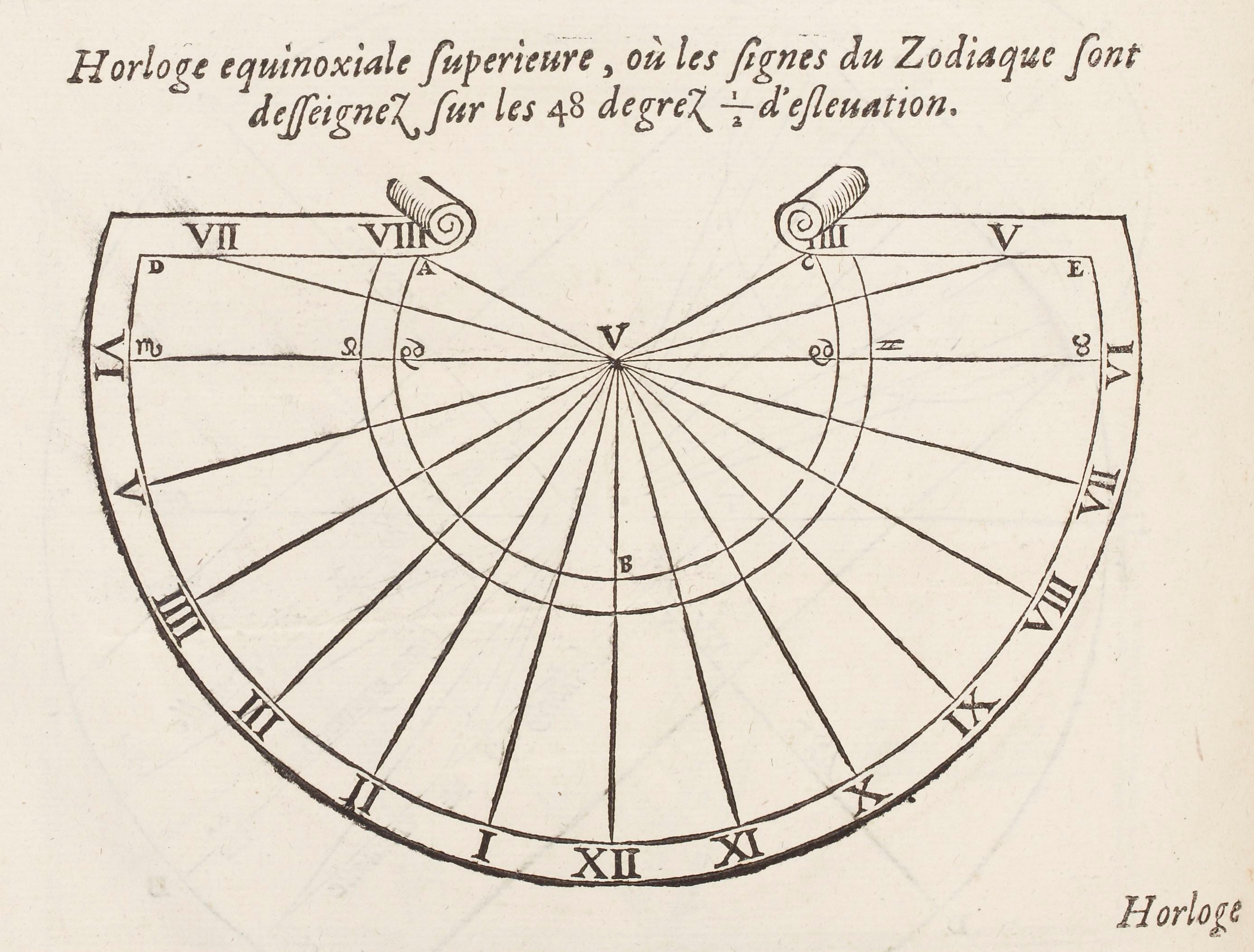
Reloj horizontal, lat. 48,5°, Salomón de Caus, 1624

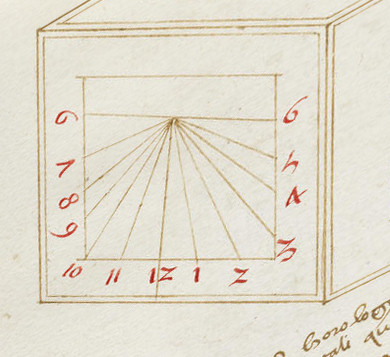
Reloj sureño manuscrito, ca. 1500

Fusoris no se extiende más allá del diseño del más clásico de los relojes, que podría ser geométrico:
- Indica directamente un principio de cálculo de ángulos horarios por trigonometría esférica llamado «Katha»: método de resolución de triángulos esféricos conocido como teorema de Menelao, extendido a triángulos esféricos.
- Dibuja tablas a partir de él para relojes de sol horizontales en París. Agregó tablas para relojes de sol verticales del sur.

En este sentido, subraya que tomó el relevo de katha en la disposición (geométrica) de un reloj de piedra realizado en la dependencia principal de la abadía de Cluny en Borgoña, el Priorato de Saint-Martin-des-Champs, hoy el Museo de Artes y Oficios. Los resultados de sus diversas tablas son sustancialmente correctos para las latitudes elegidas. Para un reloj de sol horizontal, el más exacto, probablemente calculado por katha, las desviaciones medias son del orden de ± 2,5 minutos de grado.
El principio de cálculo de ángulos horarios por trigonometría esférica es excepcional, tipo de resolución sólo será retomada mucho más tarde y, muy a menudo, en forma trigonométrica plana. No se sabe si sería Fusoris el primer occidental en utilizar este método oculto por la disposición geométrica mucho más accesible a los gnomonistas de la época, sin embargo, es cierto que Fusoris fue un matemático destacado.

### Herramientas matemáticas
Las actividades de diseño y explotación de instrumentos científicos de Fusoris lo llevaron a describir una geometría práctica en relación con los astrolabios, a desarrollar la herramienta trigonométrica y quizás también a emplear métodos algebraicos, mucho antes de su reconocimiento histórico.

#### Geometría práctica
Esencialmente, según la explotación del manuscrito BnF fr. 1339.
El tratado de Fusoris no es un trabajo teórico, sino en verdad un tratado práctico de agrimensura. Ahí, describe:
- las unidades de medida utilizadas: para «todas las cosas que se miden con varas y juguetes, con pies, pulgadas y similares...»
- la práctica de «la plaza», instrumento de topografía visual para medidas angulares -diferente al cuadrante- y sus procedimientos de uso.
- El uso la piedra magnética para moverse en una dirección norte-sur después de encontrar el meridiano del lugar en el astrolabio, lo que implica que la piedra magnética no apunta necesariamente al norte verdadero. Aquí, Fusoris parece ser el primero en indicar que la piedra magnética se puede usar para viajar por la tierra.

#### Tablas trigonométricas
Según el manuscrito BnF lat. 7290.
Las tablas trigonométricas de Fusoris tenían solo tablas de cuerdas y senos de 15 en 15 minutos, con un mínimo de siete dígitos significativos para los valores expresados de los senos.
Estas tablas fueron las más precisas y completas de la época. Estaban a medio camino entre las de Ptolomeo, que daba sólo las cuerdas con paso de 1/2 grado y las de Peurbach que, unas décadas después, daba tablas de 10 en 10 minutos de grado. Regiomontanus, alumno de Peurbach, alcanzará el minuto y publicará la primera tabla de tangentes en el Occidente latino.

#### Álgebra
El manuscrito BnF fr. 1339, fechado alrededor de la década de 1460, contiene algunos ejercicios matemáticos resueltos por un método algebraico. Esta parte se asocia con Fusoris por la yuxtaposición del tratado sobre el astrolabio dedicado a Pedro de Navarra. Este uso del álgebra no es una innovación; implemente muestra que el método se utilizó unos treinta o cincuenta años antes que Nicolás Chuquet, el referente histórico actual.